# Днепр (магнитофон)
«Днепр», «Дніпро» — торговая марка советских магнитофонов, выпускавшихся на Киевском заводе радиоаппаратуры, впоследствии Киевский завод «Маяк», с 1949 по 1970-е годы. «Днепр» 1949 года — первый в СССР серийный бытовой магнитофон. «Днепр-8» (1954) — первый советский бытовой магнитофон с батарейным питанием, «Днепр-9» (1956) — первый советский двухдорожечный магнитофон.

## Модельный ряд
Все магнитофоны «Днепр» — катушечные, ламповые, с питанием от сети переменного тока (кроме «Днепр-8»), работают с магнитной лентой шириной 6,25 мм.

### «Днепр» («Днепр-1»)

«Днепр»

Производство начато в 1949 году; конструкторы — В. М. Корнейчук и В. Е. Варфель. Магнитофон однодорожечный, работает с лентой длиной 500 м на сердечниках, имеет две скорости движения ленты — 18 и 46,5 см/с. Лентопротяжный механизм (ЛПМ) с одним асинхронным электродвигателем. Длительность непрерывной записи/воспроизведения — 45 и 20 минут соответственно. Ускоренная перемотка — только вперед. В первом «Днепре» лента наматывается на подающий сердечник рабочим слоем внутрь, а на приёмный наизнанку — рабочим слоем наружу, чтобы потом по ошибке не запустить ленту в обратном направлении. Частотный диапазон при большей скорости — 90—7000 Гц. Выходная мощность — 3 Вт. Потребляемая мощность — не более 140 Вт. Магнитофон переносный, габариты 510×390×245 мм, масса 29 кг. Отмечалось, что магнитофон страдает многими недостатками: неудачная эргономика, неравномерность движения ленты из-за неточного изготовления деталей ЛПМ, высокий уровень акустического и электрического шума, перегрев двигателя и т. д.

### «Днепр-2»
Этот аппарат упоминается только в одном источнике, и, судя по всему, не выпускался серийно. Он представляет собой комбинацию из усовершенствованного варианта магнитофона «Днепр-1» и радиоприёмника для приёма местных станций в диапазоне ДВ и СВ. Таким образом, «Днепр-2» является одной из первых советских магнитол (самого слова тогда ещё не существовало).

### «Днепр-3»
Настольный однодорожечный, односкоростной магнитофон 1952 года. Скорость ленты, в отличие от первой модели, стандартная — 19,05 см/с. ЛПМ с одним двигателем. Лента на подающем (левом) сердечнике должна быть намотана рабочим слоем наружу, а на приёмный она сматывается рабочим слоем внутрь. Продолжительность записи/воспроизведения на ленте 500 м — 44 мин. Предусмотрена перемотка назад. Рабочий диапазон частот — 100—5000 Гц. Номинальная выходная мощность — 3 Вт. Габариты 518×315×330 мм. Масса 28 кг.

### «Днепр-5»
Настольная модель 1955 года. Характеристики в основном такие же, как у «Днепр-3». Переработана электрическая часть (универсальный усилитель имеет три каскада вместо двух у «Днепр-3», применены двойные триоды вместо пентодов). Управление лентопротяжным механизмом — кнопочное. Упрощена кинематика лентопротяжного механизма. Потребляемая мощность не более 100 Вт. Габариты 518×315×330 мм. Масса 28 кг.

### «Днепр-8»

«Днепр-8»

Портативный бытовой однодорожечный магнитофон с батарейным питанием. Разработан на основе репортёрского магнитофона МИЗ-8 (1953), выпуск начался в 1954 году. Скорость ленты — 9,6 см/с (у МИЗ-8 — 26 см/с). Привод ЛПМ — от пружинного мотора граммофонного типа, при работе необходимо было каждые 5 минут подзаводить пружину ручкой; это можно было делать, не останавливая ленту. Предусмотрена обратная перемотка ленты. Используются катушки № 10 (диаметром 10 см, вмещают 100 м ленты). Электронная часть собрана на пяти миниатюрных лампах исполнения «Б». Для воспроизведения записи подключался внешний усилитель с громкоговорителем, например, радиоприёмник. Питание от анодно-экранной батареи ГБ-60 с ЭДС 67 В ёмкостью 0,1 А⋅ч и двух элементов 1КС-У-3 по 1,6 В, ёмкостью 3 А⋅ч каждый, включённых параллельно (подогреватели ламп). Комплекта питания хватало на 20-25 часов непрерывной работы. Стирание записи — постоянным магнитом. Диапазон частот — 200—5000 Гц. Такой же диапазон был у МИЗ-8 при гораздо большей скорости, а в «Днепре-8» его можно было получить только на специально отобранной по частотной характеристике и дополнительно отшлифованной ленте. Магнитофон комплектовался четырьмя катушками с такой лентой, в общей сложности на 1 час записи, и малогабаритным микрофоном. Габариты 270×175×150 мм, масса 6 кг. «Днепр-8» — большая коллекционная редкость, аппарат выпущен в мизерном количестве и, в отличие от других «Днепров», почти не упоминается в справочной литературе.

### «Днепр-9»

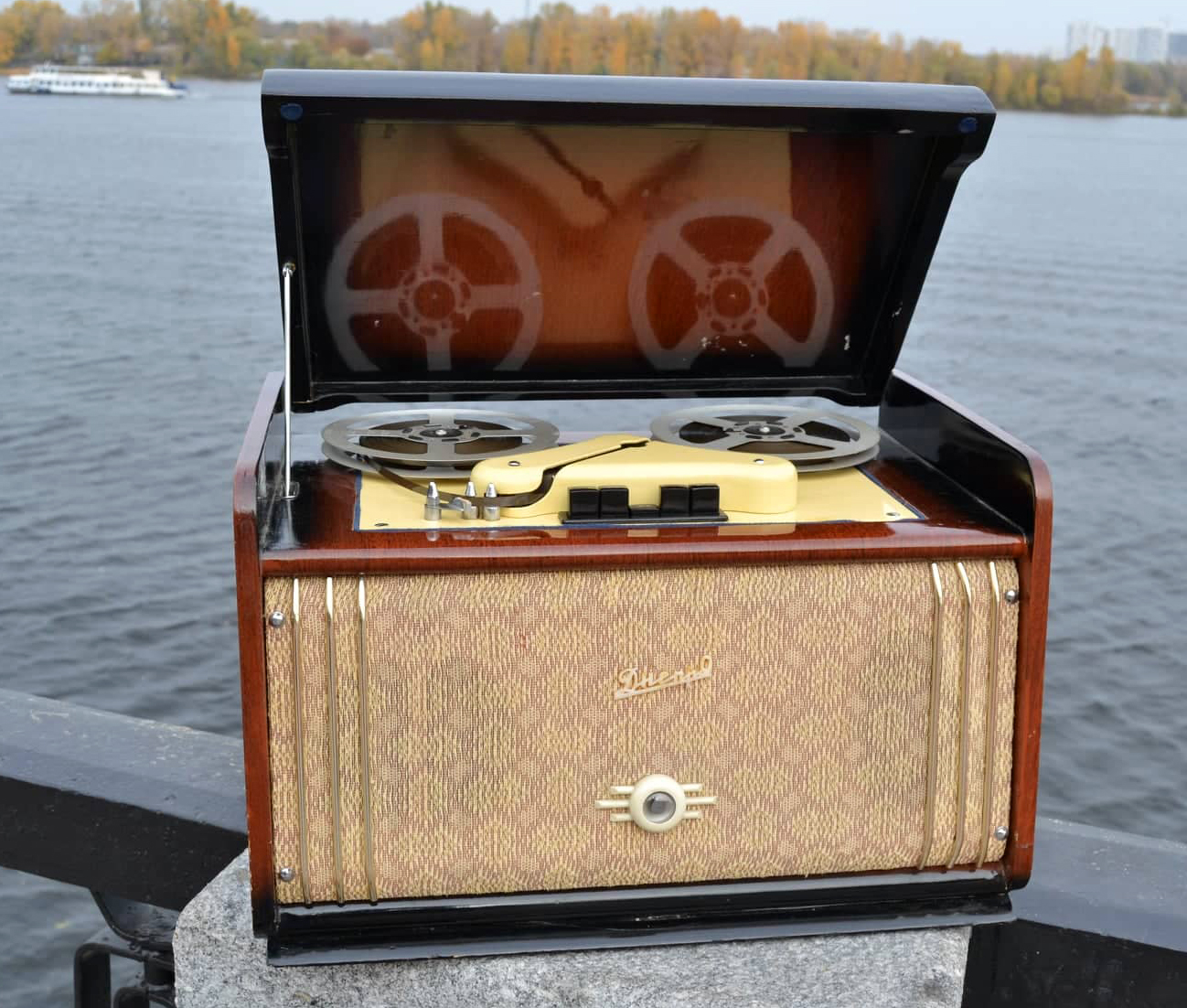
«Днепр-9»

Модель 1956 года, первый из «Днепров» с двухдорожечной записью и лентой на катушках, и вообще первый советский серийный двухдорожечный магнитофон (до того двухдорожечными были только магнитофонные приставки к проигрывателям). Конструктивно представляет собой модернизацию «Днепра-5». Скорость ленты 19,05 см/с, частотный диапазон 50—8000 Гц на самой качественной на момент выпуска аппарата ленте — советской «тип 2» или СН производства ГДР. При использовании катушек № 18 (350 м ленты) длительность записи на одной дорожке — 30 мин. Номинальная выходная мощность 2,5 Вт. Габариты 510×350×320 мм. Масса 28 кг.

### «Днепр-10»
Модель 1958 года, усовершенствованный «Днепр-9» с частотным диапазоном 50—10000 Гц. Внешне повторяет предыдущую модель.

### «Дніпро-11»

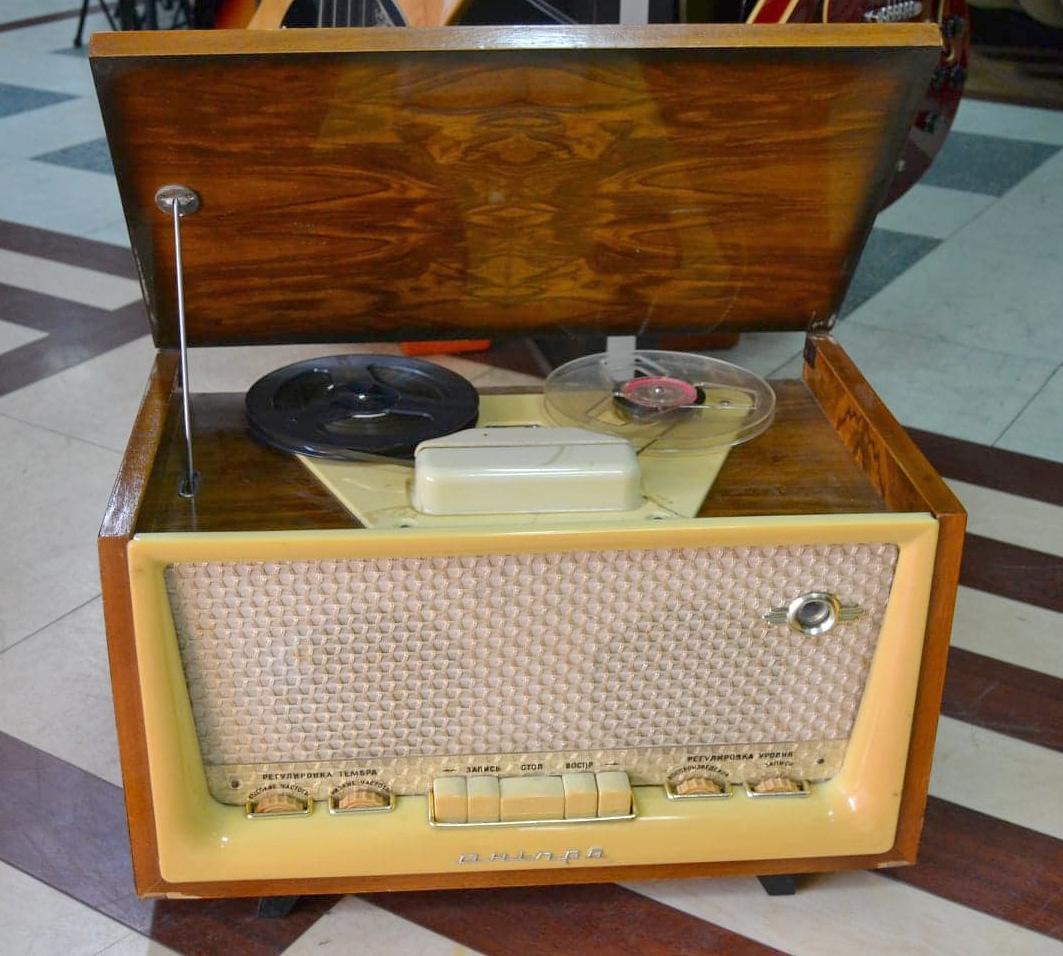
«Дніпро-11». С 1960 года магнитофоны маркируют на украинском языке «Дніпро».

Модель 1960 года, дальнейшее развитие «Днепра-10». Две скорости ленты — 19,05 и 9,53 см/с. Вместо асинхронного двигателя применен синхронный, вместо октальных ламп — пальчиковые. Выходной каскад усилителя выполнен по двухтактной схеме (во всех предыдущих — по однотактной). Клавиши управления перенесены с верхней панели на полку внизу, под громкоговорителями. Изменено внешнее оформление. Потребляемая мощность 160 Вт. Габариты 550×330×330 мм. Масса 24 кг. С 1962 г. выпускался слегка изменённый «Дніпро-11М». Довольно популярная и распространённая модель.

### «Дніпро-12»
Совершенно новая модель с трехдвигательным лентопротяжным механизмом. Существовала в настольном («Дніпро-12Н», 1966; «Дніпро-12М», 1967) и переносном («Дніпро-12П», 1967) исполнении. Магнитофон собран на семи пальчиковых лампах с применением печатного монтажа. Две скорости ленты — 9,53 и 4,76 см/с (у «Дніпро-12П» только 9,53 см/с), применяются катушки № 15, вмещающие 250 м ленты. Диапазон частот на скорости 9,53 см/с — 60—10000 Гц. Выходная мощность настольного варианта — 3 Вт, переносного — 1 Вт. Габариты настольного варианта — 620×340×280 мм, масса 22 кг; переносного — 400×320×190 мм и 12 кг. Цена настольного магнитофона 145 рублей. «Дніпро-12П» описан только в справочниках, фотографии и данные о серийном производстве отсутствуют.

### «Дніпро-14»

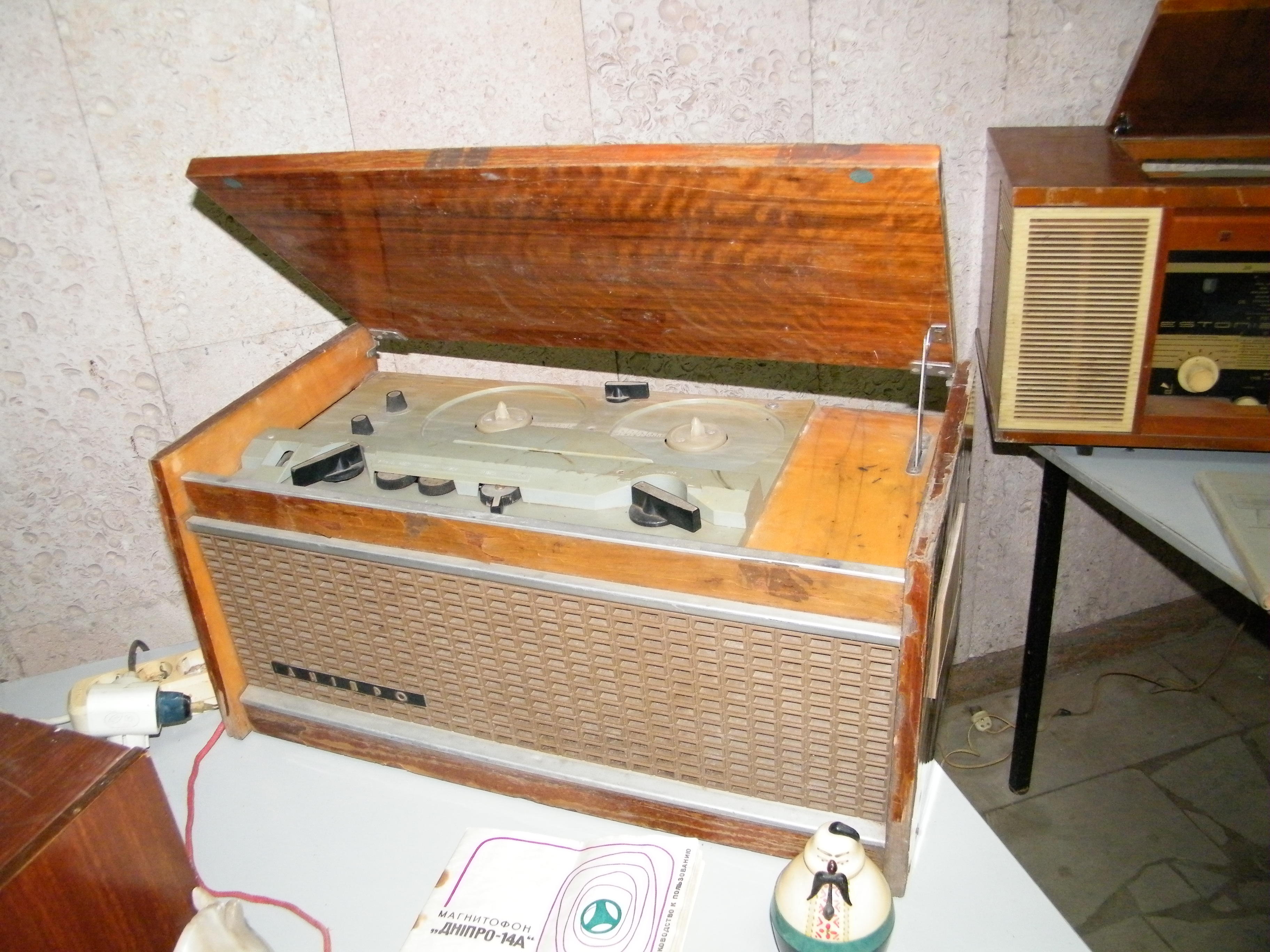
«Днепр-14А»

Модернизированный «Дніпро-12Н», 1967 год. Предусмотрена возможность наложения записей, введена кнопка «пауза» с возможностью дистанционного управления (в этом магнитофоне она называется «Стоп-миг»), переключатель входов. Размеры 620×320×305 мм, масса 25 кг. Цена 170 рублей.